# Сан-Луис-Рио-Колорадо
Сан-Луис-Рио-Колорадо (исп. San Luis Río Colorado) — приграничный город в Мексике, штат Сонора, входит в состав одноимённого муниципалитета и является его административным центром. Численность населения, по данным переписи 2020 года, составила 176 685 человек.

## Топонимика
Название San Luis Río Colorado составное: Сан-Луис дано в честь Святого Людовика, а Рио-Колорадо — по названию реки, возле которой основан город.

## История
Поселение было основано в 1918 году как военная сельскохозяйственная община. В 1923 году в ней открывается пограничный переход с функцией таможни, а в 1924 году поселению присвоен статус комисарии.
В 1939 году статус поселения повышается до вильи, и становится административным центром одноимённого муниципалитета.
4 июля 1958 года Сан-Луис-Рио-Колорадо был присвоен статус города.

## Пограничный переход
В городе расположен пограничный переход в США, при пересечении которого проезжающие оказываются в американском городке Сан-Луис.